# Perpezac-le-Noir
Perpezac-le-Noir (okzitanisch Perpesac lo Negre) ist eine französische Gemeinde im Département Corrèze. Die Einwohner nennen sich Perpezacois(es).

## Geografie
Die Gemeinde liegt am westlichen Rand des Zentralmassivs unweit des Plateau de Millevaches und dem Regionalen Naturpark Millevaches en Limousin.
Tulle, die Präfektur des Départements, liegt ungefähr 25 Kilometer südöstlich, Brive-la-Gaillarde etwa 25 Kilometer südlich und Uzerche rund 15 Kilometer nördlich. Das Gemeindegebiet wird vom Brézou, einem linken Zufluss der Vézère, durchflossen.

### Nachbargemeinden
Nachbargemeinden von Perpezac-le-Noir sind Espartignac im Norden, Lagraulière im Osten, Saint-Pardoux-l’Ortigier im Südosten, Saint-Bonnet-l’Enfantier im Süden, Estivaux Südwesten sowie Vigeois im Nordwesten.

### Verkehr
Die Anschlussstelle 46 zur Autoroute A20 liegt etwa zwei Kilometer östlich.

## Wappen
Beschreibung: In Blau ein gedrückter goldener Sparren begleitet von drei goldenen Jakobsmuscheln  und aufliegend ein Herzschild in Gold mit übereinander zwei laufende roten Löwen.

## Bevölkerungsentwicklung
| Jahr      | 1962 | 1968 | 1975 | 1982 | 1990 | 1999 | 2007 | 2016 |
| Einwohner | 930  | 971  | 886  | 830  | 870  | 875  | 1021 | 1103 |